# Анатолиј Бишовец
Анатолиј Федорович Бишовец (рус. Анатолий Фёдорович Бышовец; 23. април 1946) бивши је совјетски фудбалер, након играчке каријере ради као фудбалски тренер.

## Каријера

### Играч
Играо је за омладински тим Динама из Кијева, а затим за њихов сениорски тим у периоду од 1963. до 1973. У дресу Динама је четири пута освајао совјетско првенство (1966, 1967, 1968, 1971) и два пута совјетски куп (1964, 1966). Познат је по томе што је постигао четири гола за Совјетски Савез на Светском првенству 1970. године у Мексику. Укупно је одиграо 39 утакмица и постигао 15 голова у дресу са државним грбом.

### Тренер
Након завршетка играчке каријере 1973. године, Бишовец је радио у фудбалској школи Динама Кијев. Са олимпијском репрезентацијом СССР−а 1988. године освојио је злато на Играма у Сеулу. Такође је водио различите клубове и три сениорске репрезентације (СССР, Русија и Јужна Кореја). Након распада Совјетског Савеза, водио је репрезентацију Заједницу независних држава на Европском првенству 1992. у Шведској.
Бишовец је такође био саветник у Анжију Махачкала (2003), био је потпредседник у Химкију (2003–2004) и спортски директор у Хартсу (2004–2005). Постао је 1994. године први страни селектор у историји репрезентације Јужне Кореје.